# Portugal i olympiska vinterspelen 2022
Portugal deltog i de olympiska vinterspelen 2022 i Peking i Kina mellan den 4 och 20 februari 2022.
Portugals lag bestod av tre idrottare (två män och en kvinna) som tävlade i två sporter. Ricardo Brancal och Vanina Guerillot var landets fanbärare under öppningsceremonin. Vid avslutningsceremonin var en volontär landets fanbärare.

## Alpin skidåkning
| Idrottare        | Gren                 | Åk 1    | Åk 1      | Åk 2    | Åk 2      | Totalt  | Totalt    |
| Idrottare        | Gren                 | Tid     | Placering | Tid     | Placering | Tid     | Placering |
| ---------------- | -------------------- | ------- | --------- | ------- | --------- | ------- | --------- |
| Ricardo Brancal  | Herrarnas storslalom | 1.16,83 | 42        | 1.20,57 | 36        | 2.37,40 | 37        |
| Ricardo Brancal  | Herrarnas slalom     | 1.06,24 | 46        | 1.00,07 | 38        | 2.06,31 | 39        |
| Vanina Guerillot | Damernas storslalom  | 1.10,59 | 56        | 1.06,33 | 39        | 2.16,92 | 43        |
| Vanina Guerillot | Damernas slalom      | 59,45   | 46        | DNF     | DNF       | DNF     | DNF       |

## Längdskidåkning
Distans
| Idrottare   | Gren                          | Final   | Final    | Final     |
| Idrottare   | Gren                          | Tid     | Diff.    | Placering |
| ----------- | ----------------------------- | ------- | -------- | --------- |
| José Cabeça | Herrarnas 15 km klassisk stil | 49.12,0 | +11.17,2 | 88        |